# Híbrid telefònic

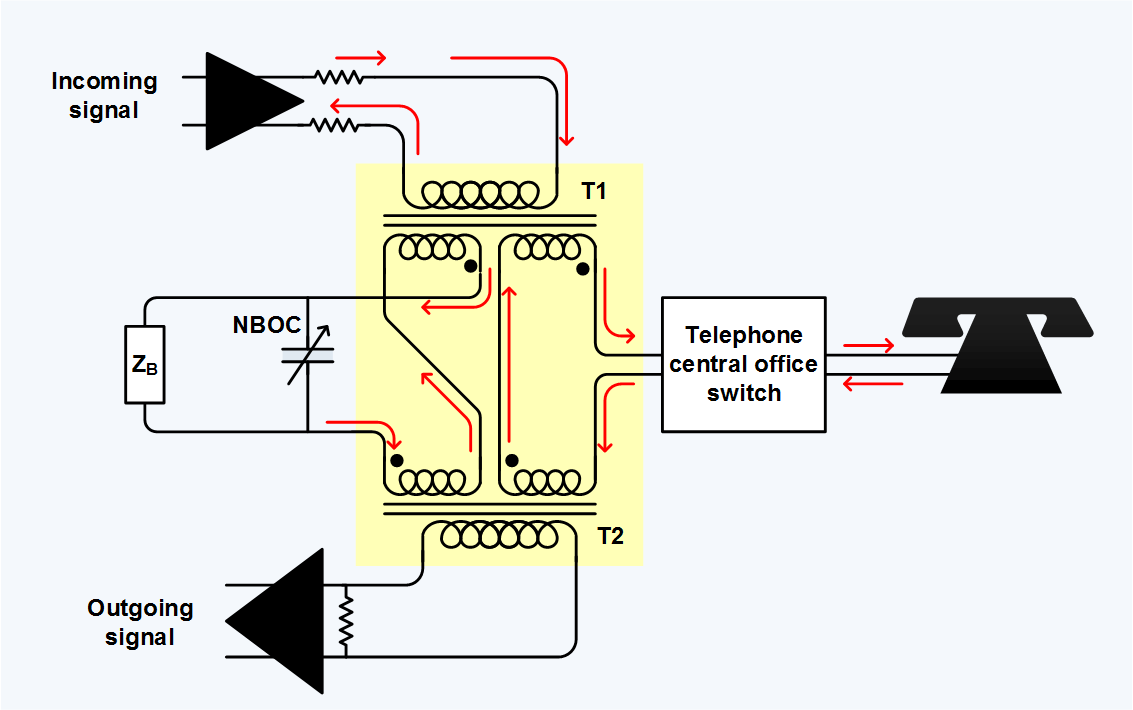
Transformador híbrid telefònic a la interfície de la línia troncal de llarga distància de quatre fils i el bucle local de dos fils. Z_{B} és la terminació de balanç. NBOC és el condensador de construcció de la xarxa, que s'estableix a la capacitança shunt mitjana a través del commutador de la central telefònica. Les fletxes vermelles mostren el flux de corrent relatiu.

En telefonia analògica, un híbrid telefònic és el component situat als extrems d'una línia d'abonat de la xarxa telefònica pública commutada (PSTN) que converteix entre formes de dos i quatre fils de camins d'àudio bidireccionals. Quan s'utilitza en instal·lacions de radiodifusió per permetre l'emissió de les persones que truquen al telèfon, l'híbrid telefònic de qualitat de radiodifusió es coneix com a híbrid telefònic de radiodifusió o unitat de balanç telefònic.
La necessitat d'híbrids prové de la naturalesa de les línies telefòniques analògiques del servei telefònic tradicional (POTS) per a llars o petites empreses, on les dues direccions d'àudio es combinen en un únic parell de dos fils. Dins de la xarxa telefònica, la commutació i la transmissió gairebé sempre són circuits de quatre fils amb els dos senyals separats. Els híbrids realitzen la conversió necessària. A les xarxes analògiques més antigues, es requeria la conversió a quatre fils perquè es poguessin inserir amplificadors repetidors en enllaços de llarga distància. En els sistemes digitals actuals, cada direcció de la parla s'ha de processar i transportar de manera independent.
Les targetes de línia d'un commutador d'oficina central telefònica que estan connectades a línies analògiques inclouen híbrides que adapten la xarxa de quatre fils als circuits de dos fils que connecten la majoria dels subscriptors.
La recerca de millors híbrids telefònics i cancel·ladors d'eco (una tecnologia relacionada) va ser un motiu important per al desenvolupament d'algoritmes i maquinari DSP (processament de senyals digitals) a Bell Labs, NEC i altres llocs.

## Tecnologia
El principi fonamental és el de l'adaptació d'impedància. El senyal entrant s'aplica tant a la línia telefònica com a una "xarxa d'equilibri" dissenyada per tenir la mateixa impedància que la línia. El senyal sortint es deriva restant els dos, cancel·lant així el senyal entrant del senyal sortint. Els primers híbrids es van fabricar amb transformadors configurats com a bobines híbrides que tenien un debanament addicional que es podia connectar fora de fase. El nom híbrid prové d'aquests transformadors especials de debanament mixt.
Un híbrid eficaç tindria una pèrdua transhíbrida elevada, la qual cosa significa que relativament poc de l'àudio entrant apareixeria al port de sortida. Massa fuites pot causar ecos quan hi ha un retard en la ruta de transmissió, com passa amb els enllaços per satèl·lit, telèfon mòbil i VoIP. Això és el resultat de la veu d'un parlant que travessa l'híbrid de l'extrem llunyà i torna al seu propi receptor amb una atenuació insuficient. La Recomanació G.131 de la UIT-T descriu la relació entre el retard de l'eco i l'amplitud amb la molèstia de l'oient. A 100 ms, es requereix una pèrdua de retorn de 45 dB perquè menys de l'1% dels subjectes de prova expressin insatisfacció.
Una bona cancel·lació depèn que la xarxa d'equilibri tingui una característica de freqüència-impedància que coincideixi amb precisió amb la línia. Com que les impedàncies de la línia telefònica varien en funció de molts factors i la relació no sempre és suau, els híbrids analògics només poden aconseguir uns pocs dB d'aïllament garantit. Per aquest motiu, els híbrids moderns utilitzen el processament de senyals digitals per implementar un filtre de mínims quadrats adaptatiu que detecta automàticament la impedància de la línia a tot el rang de freqüències de veu i s'hi ajusta. Aquests poden arribar a més de 30 dB de pèrdua transhíbrida, mesurada amb soroll blanc com a senyal d'enviament.
Els híbrids DSP també s'anomenen "cancel·ladors d'eco de línia" (LEC). (La frase "cancel·lador d'eco" en aquest context és enganyosa, ja que no hi ha una cancel·lació de l'eco per se, sinó més aviat una fuita de la interfície de línia analògica amb un retard molt curt que es caracteritza amb més precisió com a canvi de fase. Tanmateix, qualsevol fuita híbrida no cancel·lada causarà eco quan la ruta de transmissió associada tingui retard, de manera que l'efecte sobre el sistema és la reducció de l'eco.)
Els híbrids i els cancel·ladors de vegades es combinen amb supressors d'eco. Aquests funcionen partint de la suposició que normalment només una de les dues parts d'una conversa està parlant en un moment determinat. El supressor commuta una pèrdua a la ruta de parla inactiva, millorant així l'efecte de cancel·lació d'eco de l'híbrid a costa d'una conversa bidireccional simultània.
Tot i ser inherentment de quatre fils,  Els sistemes VoIP requereixen híbrids quan s'interconnecten a línies de dos cables. Una passarel·la VoIP-a-Telco utilitzada per connectar una central telefònica (PBX) VoIP a línies analògiques contindria híbrids per realitzar la conversió necessària. El VoIP d'extrem no necessita híbrids tret que es requereixi una adaptació a una línia de dos cables.

## Híbrids de telefonia de radiodifusió
En els estudis de radiodifusió, el nom de la part funcional ha arribat a referir-se al conjunt, i un híbrid telefònic és el dispositiu que empaqueta totes les funcions necessàries per connectar les línies telefòniques als sistemes d'àudio de l'estudi, proporcionant una interfície elèctrica i física entre les línies de telecomunicacions i l'equip de l'estudi. Aquests dispositius sovint inclouen processament a més de la funció híbrida, com ara control dinàmic, filtratge i equalització (EQ). Alguns tenen un equalitzador dinàmic que ajusta els paràmetres automàticament per mantenir la consistència espectral d'àudio de font molt variable. Alguns incorporen la cancel·lació de l'eco acústic per permetre configuracions amb camins acústics entre els altaveus que transporten l'àudio del telèfon i els micròfons que alimenten les línies telefòniques.
En aplicacions d'estudi, un híbrid necessita un aïllament d'enviament a recepció particularment bo. Quan apareix massa àudio de l'amfitrió a la sortida de l'híbrid, hi haurà diversos defectes. La distorsió de la veu de l'amfitrió pot ser el resultat del canvi de fase de l'àudio d'enviament per part de la línia telefònica abans que torni, amb canvis variables a diferents freqüències. L'àudio original i el de fuita es barregen a la consola i es combinen dins i fora de fase a les diverses freqüències. Quan això passa, l'amfitrió sona buit o metàl·lic, ja que la cancel·lació de fase afecta algunes freqüències més que altres. La retroalimentació d'àudio pot ser el resultat de l'acoblament acústic creat quan s'ha d'escoltar la persona que truca per un altaveu. Quan les línies estan en conferència i el guany al voltant del bucle dels múltiples híbrids és superior a la unitat, es podrà sentir el "cant" de la retroalimentació. Si la fuita és molt alta, els operadors no podran controlar els nivells relatius de l'àudio de l'amfitrió i de la persona que truca, ja que el fader del telèfon de la consola afectarà tots dos senyals.
La tecnologia de processament de senyals digitals utilitzada en els híbrids moderns aborda el requisit d'aïllament i implementa funcions auxiliars. Les connexions de telecomunicacions RDSI i VoIP teòricament no necessiten híbrids. Tanmateix, les trucades que tenen RDSI o VoIP en un extrem solen acabar en una línia analògica a l'altre, i per tant hi ha una font important d'eco tant de l'híbrid de telecomunicacions a la targeta de línia com del mateix telèfon. L'acoblament acústic, quan el micròfon capta la sortida de l'auricular, és una altra font potencial d'eco. La captació elèctrica entre circuits analògics (diafonia) n'és una altra. Fins i tot els nivells d'eco baixos poden ser audibles quan hi ha un retard llarg, com sol passar amb la VoIP.
Els híbrids telefònics destinats a aplicacions d'estudi solen ser unitats de muntatge en rack que tenen connectors d'estil RJ per a la línia telefònica i entrades/sortides d'àudio analògiques balancejades o AES3 en connectors XLR per a la connexió de l'equip d'estudi. Un, dos o més híbrids poden estar empaquetats dins d'una unitat. Hi ha variacions per adaptar-se a línies telefòniques POTS, ISDN o VoIP. A més de les funcions d'àudio, els híbrids poden incloure capacitats addicionals com ara resposta/desconnexió automàtica, detecció/generació DTMF i detecció d'identificador de trucades.
Tingueu en compte que els híbrids telefònics s'han d'alimentar des de la consola de mescles amb mix-minus per evitar la retroalimentació.
Alguns adaptadors econòmics connecten un telèfon i el seu auricular, amb un botó per activar l'auricular o l'adaptador. Es tracta de dispositius passius simples que transmeten l'àudio del telèfon sense processar-lo.
A l'altre extrem de l'espectre hi ha els sistemes que poden gestionar múltiples línies i connectar-se a un ordinador de manera que un productor pot seguir qui està en quina línia, comunicar-se amb l'amfitrió i gestionar l'ordre de recepció de trucades.
Els telèfons híbrids també s'utilitzen per connectar sistemes d'intercomunicació de producció a la PSTN.